# Boricuas
Boricuas, también conocidos como borinqueños o borincanos,son aquellos puertorriqueños que nacieron o se criaron en la isla de Puerto Rico.También, los puertorriqueños nacidos o residentes en los Estados Unidos pertenecen a familias originalmente boricuas.

## Etimología
En general se acepta que su origen surge  de errores gramaticales por cartógrafos y geógrafos europeos durante el siglo XIX del topónimo Borikén o Boriquén, término de origen indígena para nombrar a la isla de Puerto Rico desde comienzo de su colonización (posteriormente  conocida por Borinquen). En castellano del siglo XVI era común abreviar el nombre prehispánico de la isla Boriquén como Boriquẽ. En la opinión de Alejandro Tapia y Rivera (1854) y respaldada por la de Salvador Brau (1894) los manuscritos de aquella época traen la dicción Boriquén en la forma Boriquẽ, supliendo por vía de abreviatura, como en muchos otros términos semejantes, la n final con un tilde o virgulilla. Por otra parte, la sílaba "cu" solían escribirla "qu", como sucede quenta, questa, etc. y de este modo era fácil explicar la transformación de Boriquén en Boricue o Boricua por cartógrafos y geógrafos no duchos en la ortografía del castellano del siglo XVI  (Escritura española en el siglo XVI). Existen varios mapas y literatura geográfica, sobre todo francesa e inglesa, de finales del siglo XVIII y principios del siglo XIX para respaldar esta opinión. En varios de ellos a la isla se le da el nombre de Boiiqua (Porto Rico and Virgin Isles. Haiti, Hispaniola or St. Domingo. West India Islands, Thompson, 1815), Boricua (Geographical, Statistical and Historical Map of The West Indies, Lucas, 1822) o Boricua (Original de la "Proclama de Independencia" de Ducoudray Holstein en su intentona de apoderarse de Puerto Rico).
Boricua aparece por primera vez en 1844 en la traducción al castellano (Curso completo de Geografía Universal Antigua y Moderna, Madrid, 1844) del libro de geografía del francés Jean-Antoine Letronne (Cours élémentaire de géographie ancienne et moderne, rédigé sur un nouveau plan), documento de geografía muy popular en su época y que fue traducido a varios idiomas. El geógrafo criollo Francisco Pastrana adopta en 1854 el vocablo en su libro para enseñanza primaria "Catecismo de Geografía de la Isla de Puerto-Rico" popularizando desde ese momento Boricua como topónimo para la isla y más tarde como gentilicio coloquial para sus habitantes, asunto muy criticado en su época tanto por Tapia y Rivera como por Brau.

## Grupos étnicos
| Raza - Puerto Rico                              | Raza - Puerto Rico | Raza - Puerto Rico |
| Año                                             | Blanca %           | No blanca %        |
| ----------------------------------------------- | ------------------ | ------------------ |
| 1802                                            | 48,0               | 52,0               |
| 1812                                            | 46,8               | 53,2               |
| 1820                                            | 44,4               | 55,6               |
| 1830                                            | 50,1               | 49,9               |
| 1877                                            | 56,3               | 43,7               |
| 1887                                            | 59,5               | 40,5               |
| 1897                                            | 64,3               | 35,7               |
| 1899                                            | 61,8               | 38,2               |
| 1910                                            | 65,5               | 34,5               |
| 1920                                            | 73,0               | 27,0               |
| 1930                                            | 74,3               | 25,7               |
| 1935                                            | 76,2               | 23,8               |
| 1940                                            | 76,5               | 23,5               |
| 1950                                            | 79,7               | 20,3               |
| 2000                                            | 80,5               | 19,5               |
| 2007est:                                        | 79.7               | 20.3               |
| Composición de razas de la población, 1802-2000 |                    |                    |

Los habitantes primigenios de la isla son los taínos.

### Europeos
- Españoles
  -  Canarios
- Corsos
- Franceses
- Alemanes
- Portugueses
- Escoceses

### Africanos
- Yoruba
- Igbo

### Asiáticos
- Chinos
- Libaneses

Este mestizaje fue mucho más común en Iberoamérica debido a las políticas mercantiles coloniales española y portuguesa, ejemplificado por los conquistadores masculinos y frecuentemente idealizado (por ejemplo, Hernán Cortés).